# L-нотация
L-нотация — это асимптотическая нотация, аналогичная О-нотации, записывается как {\displaystyle L_{n}[\alpha ,c]} для {\displaystyle n} стремящимся к бесконечности. Подобно O-большому, L-нотация обычно используется для приближённой оценки вычислительной сложности конкретного алгоритма. При этом {\displaystyle n} представляет собой некоторый параметр входных данных алгоритма, пропорциональный их размеру: например, число вершин и рёбер во входном графе в алгоритмах поиска в нём кратчайшего пути, или натуральное число в алгоритмах разложения его на простые сомножители. 
{\displaystyle L_{n}[\alpha ,c]} определяется формулой
{\displaystyle L_{n}[\alpha ,c]=e^{(c+o(1))(\ln n)^{\alpha }(\ln \ln n)^{1-\alpha }}},
где {\displaystyle c} — положительная константа, а {\displaystyle \alpha } — константа {\displaystyle 0\leq \alpha \leq 1}.
L-нотация используется в основном в вычислительной теории чисел для выражения сложности алгоритмов для трудных проблем теории чисел, например, алгоритмов решета разложения натуральных чисел на простые сомножители и методов вычисления дискретных логарифмов. Преимущество такой нотации заключается в упрощении анализа алгоритмов. 
Сомножитель {\displaystyle e^{c(\ln n)^{\alpha }(\ln \ln n)^{1-\alpha }}} в {\displaystyle L_{n}[\alpha ,c]} отражает доминирующую составляющую, а сомножитель {\displaystyle e^{o(1)(\ln n)^{\alpha }(\ln \ln n)^{1-\alpha }}} относится ко всему менее значительному. При этом, когда {\displaystyle \alpha } равна 0,
{\displaystyle L_{n}[0,c]=e^{(c+o(1))\ln \ln n}=(\ln n)^{c+o(1)}}
является многочленом от ln n, в то время как при {\displaystyle \alpha } равном 1,
{\displaystyle L_{n}[1,c]=e^{(c+o(1))\ln n}=n^{c+o(1)}}
является экспонентой от ln n (и, поэтому, полиномом от n). Если же {\displaystyle \alpha } находится где-то между 0 и 1, то функция {\displaystyle L_{n}[\alpha ,c]} субэкспоненциальная, т. е. растёт медленнее, чем экспоненциальная функция с основанием больше 1 (или сверх-полиномиальная).

## Примеры
Многие алгоритмы разложения чисел на простые сомножители имеют субэкспоненциальную временну́ю сложность. Лучшим методом с точки зрения экономии вычислительных ресурсов является общий метод решета числового поля, который имеет оценку:
{\displaystyle L_{n}[1/3,c]=e^{(c+o(1))(\ln n)^{1/3}(\ln \ln n)^{2/3}}}
для {\displaystyle c=(64/9)^{(1/3)}}.
Лучшим алгоритмом, до разработки решета числового поля, был метод квадратичного решета, который имеет оценку сложности:
{\displaystyle L_{n}[1/2,1]=e^{(1+o(1))(\ln n)^{1/2}(\ln \ln n)^{1/2}}}
Для задачи дискретного логарифмирования эллиптической кривой, самым быстрым общеприменимым алгоритмом является алгоритм больших и малых шагов - алгоритм Шенкса, имеющий асимптоматическую оценку времени работы равную квадратному корню от порядка группы n. В L-нотации это записывается:
{\displaystyle L_{n}[1,1/2]=n^{1/2+o(1)}}
Существование теста простоты AKS, который работает в полиномиальное время, означает, что сложность теста простоты должна быть не более
{\displaystyle L_{n}[0,c]=(\ln n)^{c+o(1)}}
и доказано, что c не должно превышать 6.

## История
{\displaystyle L}-нотация была определена в литературе в различном виде. Первым применил {\displaystyle L}-нотацию Карл Померанс в его работе «Анализ и сравнение некоторых алгоритмов факторизации целых чисел».
Эта форма имела только один параметр {\displaystyle c}, {\displaystyle \alpha } в формуле был константой {\displaystyle 1/2}. Померанс использовал букву {\displaystyle L} (или маленькую {\displaystyle l}) в этой и предыдущей статье для формул, содержащих много логарифмов.
Вышеприведенная формула, содержащая два параметра, была введена Арьеном Ленстрой и Хендриком Ленстрой в их статье «Алгоритмы в теории чисел», где нотация была использована при анализе дискретного логарифмирования алгоритма Копперсмита.
В настоящее время нотация является наиболее употребимой в литературе.
Руководство по прикладной криптографии определяет L-нотацию как:
{\displaystyle L_{n}[\alpha ,c]=O(e^{(c+o(1))(\ln n)^{\alpha }(\ln \ln n)^{1-\alpha }}).}
Это не является стандартным определением. {\displaystyle O} предполагает, что время работы агента, выполняющего алгоритм, ограничено сверху. Однако, для разложения целого числа и дискретного логарифмирования {\displaystyle L}-нотация, используемая для оценки, не является верхней границей, так что такое определение не совсем корректно.